# Karaağaçkuyusu, Dazkırı
Karaağaçkuyusu là một xã thuộc huyện Dazkırı, tỉnh Afyonkarahisar, Thổ Nhĩ Kỳ. Dân số thời điểm năm 2011 là 994 người.